# シマノジコ

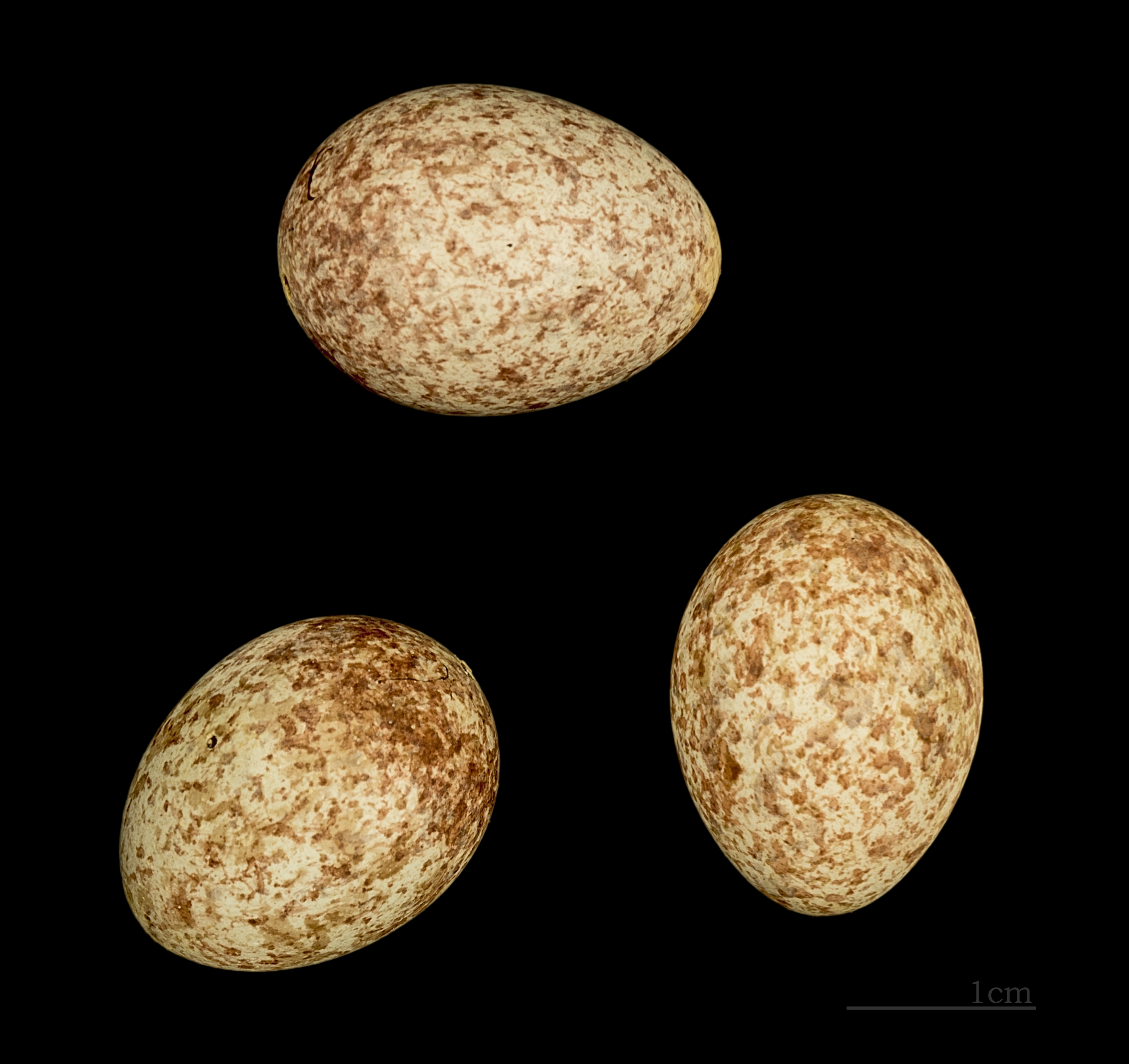
Emberiza rutila

シマノジコ（島野路子、Emberiza rutila）は、スズメ目ホオジロ科ホオジロ属に分類される鳥類。

## 分布
カンボジア、タイ、中華人民共和国、日本、ベトナム、ラオス、ロシア南東部
夏季にロシア南東部で繁殖し、冬季になると中華人民共和国南部やインドシナ半島へ南下し越冬する。日本では渡りの途中に主に日本海の離島にまれに飛来（旅鳥）する。

## 形態
全長13.5-14cm。尾羽は短く、黒い褐色。翼は黒褐色の羽毛で覆われる。
嘴の色彩は薄いオレンジ色で、上嘴は黒ずむ。
オスの夏羽は頭部から胸部、胴体上面が赤褐色、胸部から腹部にかけては黄色い羽毛で覆われる。体側面には黒い縦縞が入る。翼の羽縁は赤褐色で、大雨覆は赤褐色。メスの夏羽は上面が灰褐色の羽毛で覆われ、褐色の縦縞が入る。腰は赤褐色。胸部から腹部にかけては淡黄色の羽毛で覆われ、黒い縦縞が入る。翼の羽縁は淡褐色。

## 生態
開けた森林や林縁、草原に生息する。危険を感じると近くの低木の樹上へ飛翔して逃げる。
食性は雑食で、昆虫類、種子などを食べる。
繁殖形態は卵生。地表に巣を作り、卵を産む。